# Seijuu Sentai Gingaman
Seijuu Sentai Gingaman (星獣戦隊ギンガマン, Seijū Sentai Gingaman, vertaald als Starbeast Squadron Gingaman) is de 22e Sentai-serie geproduceerd door Toei. De serie werd van 1998 tot begin 1999 uitgezonden en bestaat uit vijftig afleveringen. De serie diende als basis voor de Amerikaanse serie Power Rangers: Lost Galaxy.

## Verhaallijn
3000 jaar geleden vielen de Barban, een groep van ruimtepiraten, de Aarde aan. Ze werden bevochten door de eerste groep Gingaman, geholpen door de enorme beesten genaamd de Seijuu. De Gingaman waren in staat om de Barban met behulp van hun mystieke kracht genaamd “Aarde” op te sluiten in hun eigen schip op de bodem van de zee. Daarna schermden ze hun bos af van de buitenwereld en gaven de rol van Ginga krijgers van generatie op generatie door.
In 1998 worden Hyuga, Gouki, Hayate, Hikaru en Saya verkozen tot de 133e generatie Ginga krijgers. Ze krijgen van “Elder Orghi” de legendarische Star Beast zwaarden overhandigd. Op dat moment verbreekt een aardbeving het zegel op de gevangenis van de Barban.
Orghi beveelt de nieuwe krijgers om de Gigna Armbanden te halen die hun transformatie tot Gingaman kunnen voltooien. Ze worden echter aangevallen door de Barban die koste wat het kost de komst van de nieuwe Gingaman willen voorkomen. Gedurende de aanval wordt Hyuga opgeslokt door een kloof in de Aarde gemaakt door Barban kapitein Zahab. Zijn jongere broer Ryouma is hier getuige van en uit woede wekt hij zijn verborgen “Aard” krachten op. Hij neemt zijn broers plaats in als nieuwe Gingaman leider. Hij activeert de Ginga armbanden en de vijf worden de nieuwe Gingaman.
De Barban willen het monster Ditanix, op wiens lichaam ze hun kasteel hebben gebouwd, weer tot leven wekken.

## Karakters

### Gingaman
- Ryouma (リョウマ, Ryōma) / GingaRed (ギンガレッド, Gingareddo): Ryouma wordt Ginga Red om de laatste wens van zijn broer Hyuga in te willigen. Hij is optimistisch en hardwerkend. Wanneer Hyuga terugkeert biedt hij aan zijn zwaard en rol als Ginga Red terug te nemen, maar bedenkt zich later. Zijn element is vuur.

- Hayate (ハヤテ, Hayate) / GingaGreen (ギンガグリーン, Gingagurīn): cool en pienter. Hayate speelt fluit. Hij is de rivaal van Sherinda. Zijn element is wind.

- Gouki (ゴウキ, Gōki) / GingaBlue (ギンガブルー, Gingaburū): De oudste van het team. Hij is sterk,maar verlegen. Hij houdt van het bos en alles wat er leeft. Zijn element is water.

- Hikaru (ヒカル, Hikaru) / GingaYellow (ギンガイエロー, Gingaierō): een grappenmaker eerste klas. Hoewel hij soms kinderlijk kan overkomen haat hij het om te worden behandeld als een kind. Zijn element is bliksem.

- Saya (サヤ, Saya) / GingaPink (ギンガピンク, Gingapinku): De jongste van het team. Ze is een sterke maar introverte meid. Haar element is bloemen.

### Hulp
- Hyuuga (ヒュウガ, Hyūga) / Black Knight (黒騎士, Kuro Kishi): Hyuga is Ryouma’s oudere broer. Hij werd uitgekozen als de 133e Ginga Red, maar viel door toedoen van Zaihab in een kloof in de aarde. In diezelfde kloof zat ook Bull Black, de zwarte ridder, opgesloten. Hij redde Hyuga’s leven en nam zijn lichaam over zodat hij zelf kan ontsnappen. Na een tijdje laat Bull Black Hyuga weer gaan en offert zichzelf op om de Gingaman te redden. Hyuga krijgt hierop zijn krachten en wordt de nieuwe Zwarte ridder. Hij geeft uiteindelijk zijn “Aard” krachten op om de vervloekte Ridder Bijl te kunnen hanteren in de hoop Zaihab te kunnen verslaan.

- Black Knight BullBlack (黒騎士ブルブラック, Kuro Kishi BuruBurakku) (18-25): Bull Black is een ridder die uit was op wraak op de Barban. Dit omdat de Barban zijn thuisplaneet Taurus verwoestten en hierbij ook zijn jongere broer Krantz vermoordden. Zijn oorspronkelijke doel was om de Lights of Ginga te vinden zodat hij met hun kracht wraak kon nemen op Zaihab. Zijn methodes waren nogal radicaal. Later blijkt dat hij eerst opgesloten zat in dezelfde kloof als waar Hyuga in viel, en dat Bull Black nu Hyuga’s lichaam gebruikt om weer te kunnen vechten. Krantz verschijnt als geest en smeekt zijn broer te stoppen met zijn wraakacties. Hier laat Bull Black Hyuga gaan en offert zichzelf op om de Gingaman te redden van een explosie. Hij verschijnt nog eenmaal als geest om zijn krachten door te geven aan Hyuga.

- Krantz (クランツ, Kurantsu):Bullblack’s jongere broer die werd gedood door de Barban. Zijn geest verschijnt later om Bullblack op te laten houden met zijn wraakpogingen.

- Elder Orghi (長老オーギ, Chōrō Ōgi) (1-2, 50): de leider van het Ginga volk. Wanneer de Barban het Gingabos aanvallen met als doel de energie ervan de gebruiken om Ditanix tot leven te wekken, spreekt Orghi een versteen spreuk uit die het hele bos versteend zodat de Barban niet meer bij de energie ervan kunnen.

Wisdom Tree Moak (知恵の樹モーク, Chie no Ki Mōku) (3-48, 50): Moak is een laatste geschenk van Orghi aan de Gingaman voordat hij versteend. Hij bezit kennis over alle Ginga legenden en kan aanvoelen wanneer de Barban weer aanvallen.
- Denji Sentai Megaranger

### Barban
De Barban ruimtepiraten (宇宙海賊バルバン, Uchū Kaizoku Baruban) zijn een groep piraten onder het commando van kapitein Zahab. Zo hebben de Barban al vele planeten veroverd en geplunderd.
- Kapitein Zahab (ゼイハブ船長, Zeihabu-senchō): de eerste Ginga Red hakte Zahab’s linkerhand af waardoor hij nu een haak heeft. Hij haat om die reden de huidige Ginga Red. Nadat zowel Ditanix als het Earth Beast zijn vernietigd, bevecht Zahab Hyuuga en Ryouma, en wordt door hen gedood.

- Kapitein Gregory (グレゴリ艦長, Guregori-kanchō): een oude vriend van Zahab en eveneens een piraat. Hij verschijnt enkel in de Gingaman vs. Megaranger team-up waarin hij naar de Aarde komt om de verslagen Zahab weer tot leven te brengen.

- Stuurvrouw Shelinda (操舵士シェリンダ, Sōdashi Sherinda) (1-49, Gingaman vs. Megaranger): de wrede en egoïstische stuurvrouw van Ditanix. Ze heeft enkele littekens op haar gezicht door toedoen van Hayate en haat hem om die reden. Ze sterft in een duel met hem.

- Barreled Scholar Pucrates (樽学者ブクラテス, Tarugakusha Bukuratesu) (1-48): het brein van de Barban. Hij is klein van stuk en daarom geen vechter, maar maakt dit meer dan goed met zijn uitgebreide kennis. Hij helpt zelfs Iliess de dood van Budou regelen. Wanneer Iliess sterft omdat de andere Barban leden haar engergie wilden gebruiken om Ditanix tot leven te wekken smeed hij het plan om Zahab te vermoorden. Hij wordt gedood door Sherinda voordat hij zijn wraak kan uitvoeren.

- Black Marketeer Biznella (闇商人ビズネラ, Yamishōnin Bizunera) (29-47): 3000 jaar geleden ving hij drie van de Seijuu en veranderde hen in cyborgs. Hij komt naar de Aarde om zijn nieuwe Seijuu te verkopen aan de Barban. Nadat de Gingaman weer controle krijgen over de Seijuu wordt hij gerekruteerd door Zaihab als lid van zijn bemanning en komt onder het bevel van Batobas te staan. Hij wordt ironisch genoeg vernietigd door de drie Seijuu die hij gevangen had.

- Seamen Yartots (賊兵ヤートット, Suifu Yātotto): de soldaten van de Barban.

- De vier generaals: Zahab heeft vier generaals in dienst. Elke generaal heeft zijn eigen leger van monsters. De monsters van een generaal zijn gebaseerd rond een vast thema. De generaals vechten echter ook onderling, wat de reden is dat de Barban 3000 jaar geleden verloren van de eerste Gingaman.
  - Gun General Sambash (銃頭サンバッシュ, Jūtō Sanbasshu) (1-12, 18, Gingaman vs. Megaranger): een scherpschutter. Sambash is de eerste Barban-generaal die tegen de Gingaman vecht. Zijn monsters zijn gebaseerd op insecten, vaak gekleed als motorrijders. Hij sloot 3000 jaar geleden Bull Black op de kloof. Wanneer hij beseft dat hij de nieuwe Gingaman niet zal kunnen verslaan, rijdt hij met zijn motor van een klip af.
  - Sword General Budoh (剣将ブドー, Kenshō Budō) (1-24, Gingaman vs. Megaranger): een kalme zwaardvechter en de tweede Barban-generaal. Hij is gewapend met een samoeraizwaard. Zijn monsters zijn gebaseerd op zeedieren in oude Japanse kleren. Hij krijgt de opdrachten de Galaxy lights te vinden en stuurt zijn sterkste monster, Dotoumusha, om dit te doen. Echter de derde generaal Illiess laat haar eigen monster, Medoumehdou, zich voordoen als Budou en Dotoumusha ervan overtuigen de kracht van de lichten zelf te gebruiken. Op deze manier lijkt Budou een verrader en wordt door Zaihab opgesloten. Hij ontsnapt met behulp van zijn laatste twee monsters en dood Medoumedou. Kort daarop sterft hij zelf in een duel met Ginga Red.
  - Spectral Empress Iliess (妖帝イリエス, Yōtei Iriesu) (1-34, Gingaman vs. Megaranger): een tovenares en de derde generaal. Haar idee is om Ditanix tot leven te brengen met tovenarij. Haar monsters zijn gebaseerd op tovenarij en mythologie, vooral de Egyptische. Ze vecht uiteindelijk zelf met de Gingaman nadat ze hoort dat de andere Barban haar willen gebruiken om Ditanix tot leven te brengen. Ze komt in het gevecht om. Haar hart wordt hierna gebruikt om Ditanix tot leven te brengen.
  - Destruction King Battobas (破王バットバス, Haō Battobasu) (1-49, Gingaman vs. Megaranger): Batobas is de sterkste van de generaals. Zijn monsters zijn gebaseerd op machines. Hij wordt later gestuurd om het Earth Beast te zoeken. Hij slaagt hierin, maar wordt door het monster opgegeten.

- Majin (魔人, Majin): Dit zijn de gewone monsters van de Barban. Elke majin hoort bij een van de generaals.

- Majuu: De Majuu zijn de enorme beesten van de Barban.
  - Demon Beast Daitanix (魔獣ダイタニクス, Majū Daitanikusu) (1-43): een enorm dinosaurus-achtig monster op wiens rug de Barban hun kasteel hebben gebouwd. Hij werd geboren in een vervuilde ster (tevens Zahabs thuisplaneet), en heeft enkel tot doel andere sterren te vernietigen. Ditanix dient als het Barban schip. Hij kan energie uit sterren zuigen en in een juweel veranderen, wat Zahab vervolgens gebruikt voor onsterfelijkheid. Hij wordt aan het eind van de serie weer tot leven gewekt met behulp van Iliess’ hart en de energie verzamelt door Batobas. Echter, 3000 jaar op de bodem van de zee heeft Ditanix enorm verzwakt en hij wordt vernietigd door de Gingaman.
  - Earth Demon Beast (地球魔獣, Chikyuu Majū) (44-50): na Ditanix’ vernietiging belandt een stuk van zijn huid in de Aarde en groeit langzaam uit tot een monster. De Barban besluiten dit monster als hun nieuwe schip te gebruiken. Het Earth Beast wordt uiteindelijk vernietigd door de Gingaman, en daarmee de Barban ook.
  - Demon Beast Daitanix II (Majū Daitanikusu 2): Captain Gregory's Ditanix.

## Seijuu
Ook wel Star Beasts (ster beesten) genoemd. De Seijuu zijn de kolossale beesten die de Gingaman helpen in hun gevecht tegen de Barban.
- Silver Armor King Gingaioh (銀凱王ギンガイオー, Gingaiō Gingaiō)is de primaire mecha van de Gingaman. Hij bestaat uit de vijf Silver Starbeasts (銀星獣, Ginseijū). Deze silver starbeast ontstaan uit de normale starbeast met het commando "Silver Starbeast Transformation" (銀星獣変形, Ginseijū Henkei). Gingaioh is gewapend met het Silver Armor Zwaard (銀鎧剣, Gingaiken) en de Galcon Bowgun (ガルコンボーガン, Garukon Bōgan). Later, wanneer de Gingaman de Lights of Ginga krijgen, kan Gingaioh veranderen in Super Armor Shine Gingaioh (超装光銀凱王, Chōsōkō Gingaiō). Zijn aanvallen zijn de Shooting Star Bullet (流星弾, Ryūseidan) en Galaxy Beast King Cut (銀河獣王斬り, Gingajūō Kiri).
  - Starbeast GingaLeon (星獣ギンガレオン, Seijū Gingareon): de leeuw-achtige Seijuu van de planeet Galeon.
  - Starbeast Gingalcon (星獣ギンガルコン, Seijū Gingarukon): de draak/valk-achtige Seijuu van de planeet Galcon.
  - Starbeast Gingarilla (星獣ギンガリラ, Seijū Gingarira): de gorilla-achtige Seijuu van de planeet Garilla.
  - Starbeast GingaVerick (星獣ギンガベリック, Seijū Gingaberikku): de wolfachtige Seijuu van de planeet Gaverick.
  - Starbeast Gingat (星獣ギンガット, Seijū Gingatto): De wilde kat-achtige Seijuu van de planeet Gat.

- Heavy Starbeast GouTaurus (重星獣ゴウタウラス, Jūseijū GōTaurasu): GouTaurus is Black Knight’s Star Beast. Hij kon de Black Knight veranderen in de reusachtige Heavy Knight, waarin hij gewapend was met de twee Bullsword (ブルソード, Burusōdo) lansen.
  - Combined Beast-Warrior BullTaurus (合身獣士ブルタウラス, Gasshin Jūshi BuruTaurasu): de combinatie van GouTaurus en HeavyKnight. Gewapend met de Twin Bullsword (ツインブルソード, Tsuin Burusōdo). Zijn aanval is de Bison Fierce Cut (野牛鋭断, Yagyū Eidan).

- Steel Starbeasts (鋼星獣, Kōseijū): voormalige Starbeasts GigaRhinos, GigaPhoenix, en GigaBitus. Hun werelden werden vernietigd door de Balban, waarna ze in cyborgs werden veranderd door Biznella. Hij stuurde ze eropuit om de Gingaman te verslaan. Ze werden echter bevrijd van hun programmering en sloten zich aan bij de Gingaman.
  - Steel Starbeast GigaRhinos (鋼星獣ギガライノス, Kōseijū GigaRainosu): de voormalige rode neushoornachtige Starbeast GigaRhinos (星獣ギガライノス, Seijū GigaRainosu). Is nu een rode robot gewapend met het Gigantis Buster (ギガンティスバスター, Gigantisu Basutā) kanon. Bestaat uit vijf landvoertuigen.
  - Steel Starbeast GigaPhoenix (鋼星獣ギガフェニックス, Kōseijū GigaFenikkusu): de voormalige blauwe fenixachtige Starbeast GigaPhoenix (星獣ギガフェニックス, Seijū GigaFenikkusu). Nu een blauwe robot gewapend met de Giganic Boomerang (ギガニックブーメラン, Giganikku Būmeran). Hij bestaat nu uit vijf luchtvoertuigen.
  - Giant Steel Starbeast GigaBitus (巨大鋼星獣ギガバイタス, Kyodai Kōseijū GigaBaitasu): voorheen een zilveren walvisachtig starbeast genaamd Starbeast GigaBitus (星獣ギガバイタス, Seijū GigaBaitasu). Nu omgebouwd tot de transportmecha voor GigaRhinos en GigaPhoenix. Transformeert van Cruiser Mode (クルーザーモード, Kurūzā Mōdo) naar Scramble Mode (スクランブルスモード, Sukuranburu Mōdo), gewapend met de Bitus Cannon (バイタスキャノン, Baitasu Kyanon).

## Afleveringen
1. The Legendary Blades (伝説の刃（やいば） Densetsu no Yaiba)
2. The Return of the Starbeasts (星獣の再来 Seijū no Sairai)
3. The Wisdom of the Earth (大地の知恵 Daichi no Chie)
4. The Soul of Earth (アースの心 Āsu no Kokoro)
5. The Deadly Machine Blades (必殺の機刃（きば） Hissatsu no Kiba)
6. The Starbeasts' Crisis (星獣の危機 Seijū no Kiki)
7. The Time of Revival (復活の時 Fukkatsu no Toki)
8. The Cooking of Love (愛情の料理 Aijō no Ryōri)
9. The Secret Kitten (秘密の子猫 Himitsu no Koneko)
10. The Flute of the Wind (風の笛 Kaze no Fue)
11. The Devotion of a Warrior (戦士の純情 Senshi no Junjō)
12. The Nightmarish Reunion (悪夢の再会 Akumu no Saikai)
13. The Beast Attack Staves of Reversal (逆転の獣撃棒 Gyakuten no Jūgekibō)
14. The Two Sayas (二人のサヤ Futari no Saya)
15. The Hiccup of Terror (恐怖のしゃっくり Kyōfu no Shakkuri)
16. The Homeland of the Heart (心の故郷 Kokoro no Kokyō)
17. The True Courage (本当の勇気 Hontō no Yūki)
18. The Mysterious Black Knight (謎の黒騎士 Nazo no Kuro Kishi)
19. The Vengeful Knight (復讐の騎士 Fukushū no Kishi)
20. The One-Man Battle (ひとりの戦い Hitori no Tatakai)
21. The Tomato's Trial (トマトの試練 Tomato no Shiren)
22. The Appearance of Light (光の出現 Hikari no Shutsugen)
23. The End of the Contest (争奪の果て Sōdatsu no Hate)
24. The Tenacity of Budou (ブドーの執念 Budō no Shūnen)
25. The Black Knight's Determination (黒騎士の決意 Kuro Kishi no Ketsui)
26. The Brothers of Flame (炎の兄弟 Honō no Kyōdai)
27. The Mummy's Allure (ミイラの誘惑 Miira no Yūwaku)
28. Papa's Sudden Change (パパの豹変 Papa no Hyōhen)
29. The Merchant of Darkness (闇の商人 Yami no Shōnin)
30. The Steel Starbeasts (鋼の星獣 Hagane no Seijū)
31. The Cursed Stone (呪いの石 Noroi no Ishi)
32. The Mobile Horse of Friendship (友情の機動馬 Yūjō no Kidō Uma)
33. The Yearning for Saya (憧れのサヤ Akogare no Saya)
34. The Invulnerable Iliess (不死身のイリエス Fujimi no Iriesu)
35. Gouki's Choice (ゴウキの選択 Gōki no Sentaku)
36. The Invincible Haruhiko (無敵の晴彦 Muteki no Haruhiko)
37. The Aspirations of Pucrates (ブクラテスの野望 Bukuratesu no Yabō)
38. The Determination of Hyuuga (ヒュウガの決断 Hyūga no Ketsudan)
39. The Heart's Massage (心のマッサージ Kokoro no Massāji)
40. The Majin of Sadness (哀しみの魔人 Kanashimi no Majin)
41. The Revival of the Demon-Beast (魔獣の復活 Majū no Fukkatsu)
42. The Horrible Demon-Beast (戦慄の魔獣 Senritsu no Majū)
43. The Footprints of Legends (伝説の足跡 Densetsu no Ashioto)
44. The Demon-Beast of the Earth (地球の魔獣 Chikyū no Majū)
45. The Fairy's Tears (妖精の涙 Yōsei no Namida)
46. The Winds of Anger (怒りの風 Ikari no Kaze)
47. The Devil's Scheme (悪魔の策略 Akuma no Sakuryaku)
48. The End of Moak (モークの最期 Mōku no Saigo)
49. The Mountain of Miracles (奇跡の山 Kiseki no Yama)
50. The Legends of Tomorrow (明日の伝説（レジェンド） Ashita no Rejendo)

### Specials
- Seijuu Sentai Gingaman Super Video: The Truth of the Secret Wisdom
- Seijuu Sentai Gingaman vs. Megaranger
- Kyuukyuu Sentai GoGo-V vs. Gingaman